# كيفن هندرسون (كرة سلة)
كيفن هندرسون (بالإنجليزية: Kevin Henderson)‏ مواليد 22 مارس 1964 في بالتيمور، هو لاعب كرة سلة أمريكي. تم اختياره من قبل فريق كليفلاند كافالييرز خلال الدرافت. يبلغ طوله 6 قدم 4 بوصة (1.9 م). لعب مع غولدن ستايت ووريورز وكليفلاند كافالييرز.

## روابط خارجية
- كيفن هندرسون على موقع إن بي أي (الإنجليزية)
- كيفن هندرسون على موقع سبورتس رفرنس (الإنجليزية)
- كيفن هندرسون على موقع كلية كرة السلة في سبورتس رفرنس.كوم (الإنجليزية)
- كيفن هندرسون على موقع ريلجم (الإنجليزية)
- كيفن هندرسون على موقع بروبوليرز (الإنجليزية)